# 哈囉喂九官面具夜

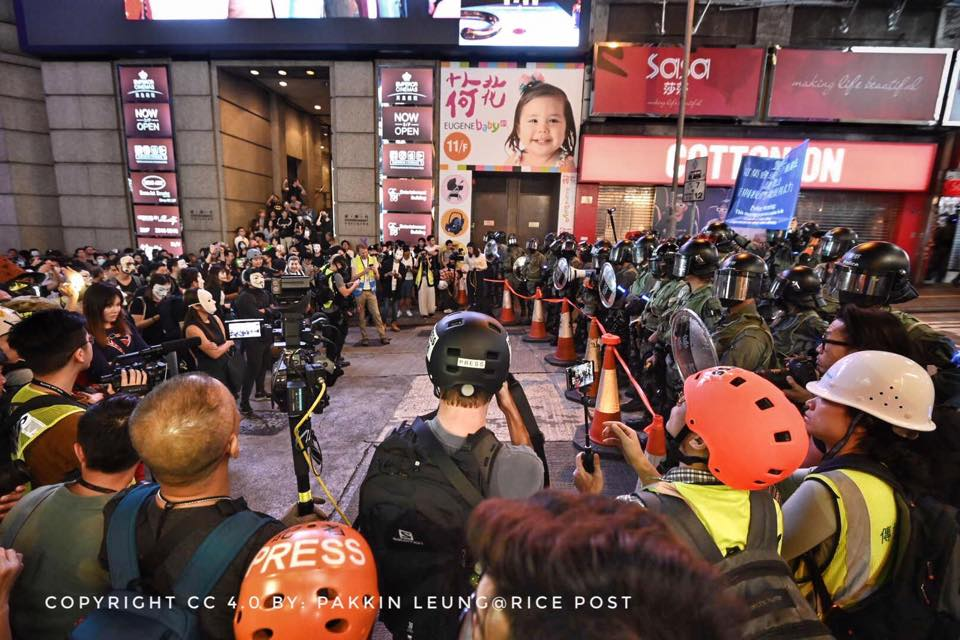
晚上，市民到蘭桂芳慶祝萬聖節時與警方發生衝突，警方舉起藍旗警告市民參與非法集結

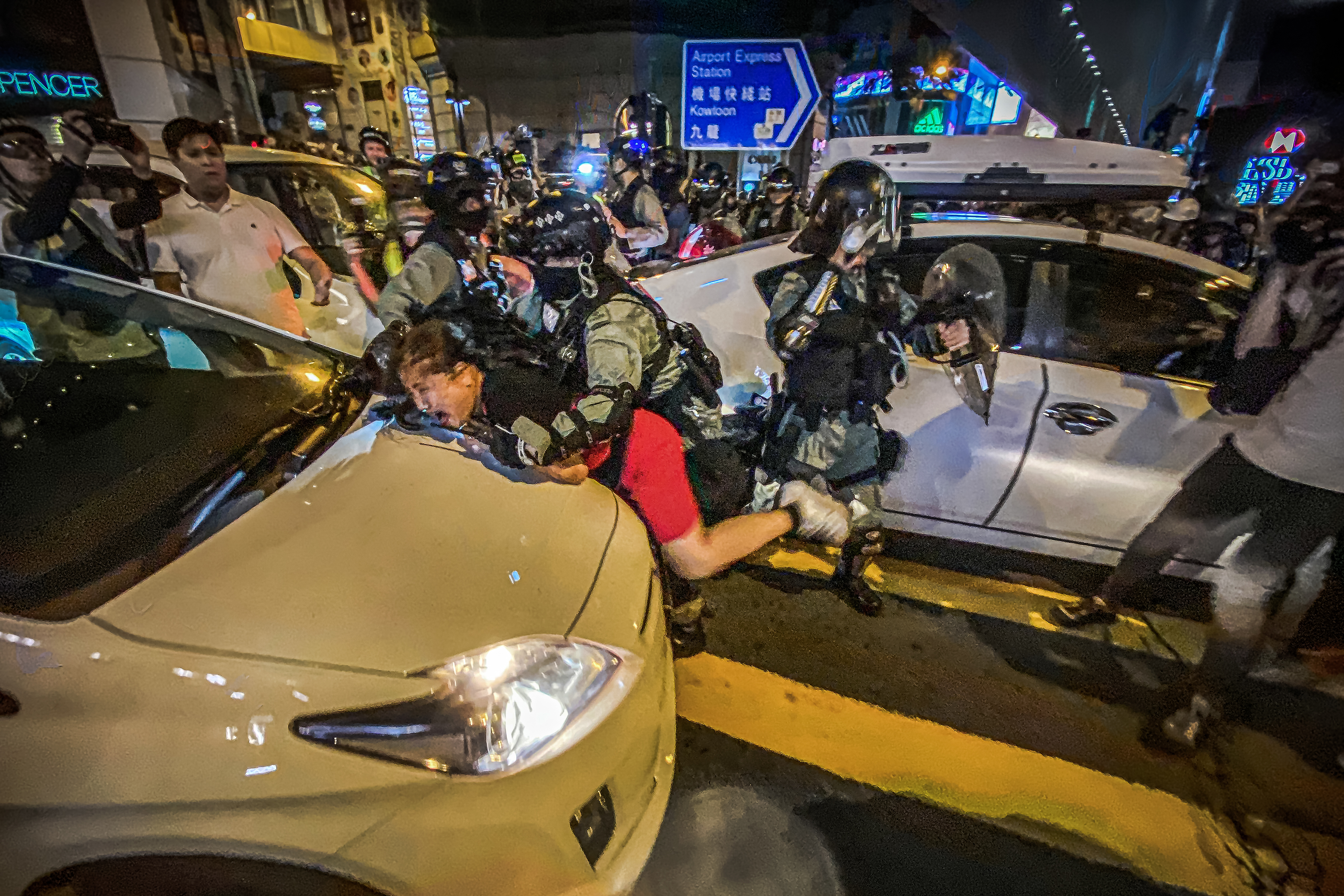
防暴警察在畢打街追捕一名過馬路的紅衣女士

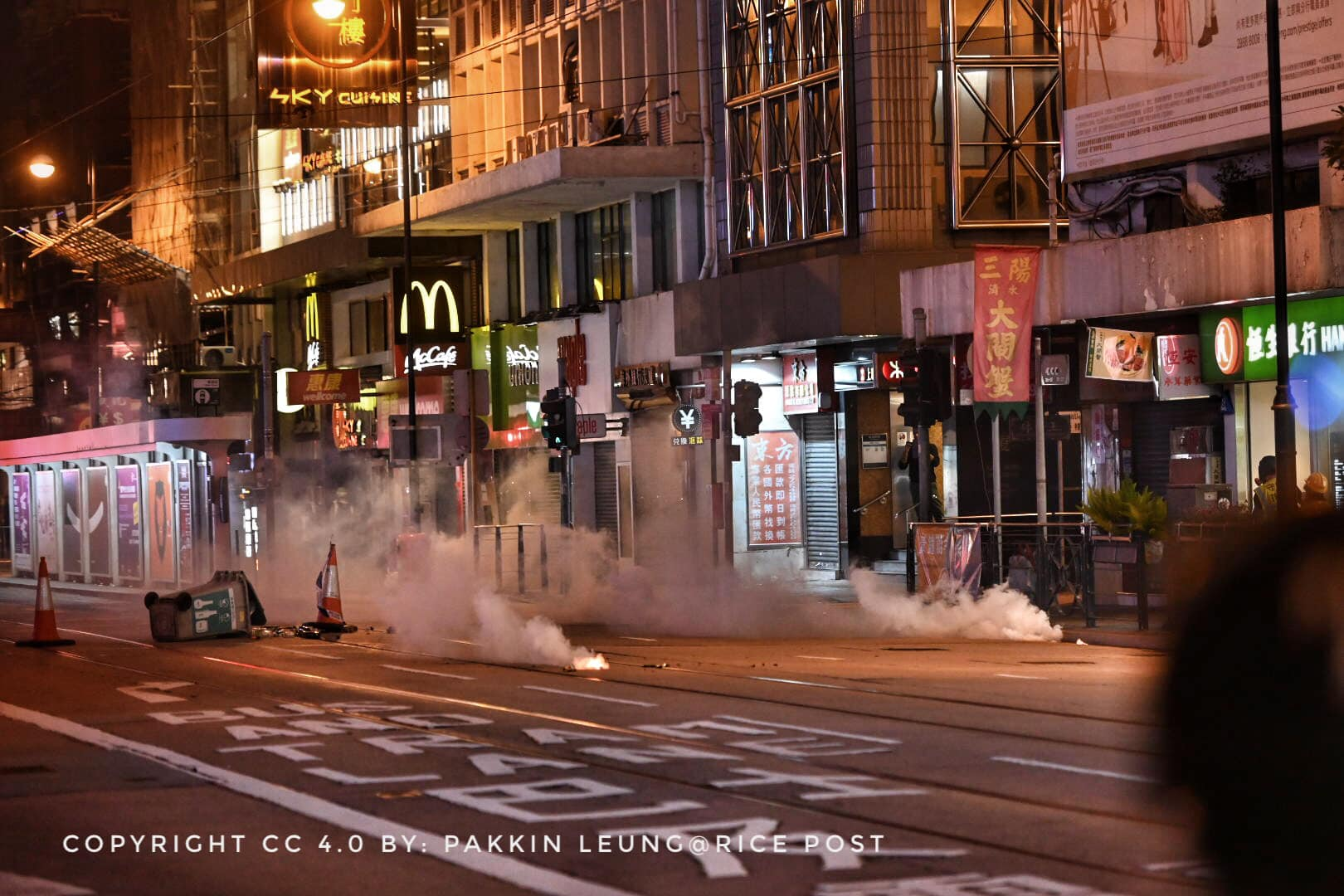
警方發射催淚彈清場

2019年10月31日香港遊行是指2019年10月31日香港市民在万圣节之日发起的游行（主辦方稱之為「哈囉喂九官面具夜」），遊行路線由銅鑼灣維多利亞公園至中環蘭桂坊，游行目的为争取“五大诉求”。有数百人参与，部分人带面具。游行起步后，部分示威者走上行车道，警方举起蓝旗警告“非法集结”，未立即驱散游行人群，仅戒备路边。
当日晚，警方突然封锁蘭桂坊，禁止进入，惹恼数千名准备庆祝的市民。市民包围蘭桂坊，警方称“非法集会”，清场时发生推撞和冲突，警方发射催泪弹，拘捕多人。有记者遭警方喷胡椒喷雾后送院。立法会议员呼吁警方克制，亦遭驱逐。商家批评警方行动破坏生意。
一些媒体认为游行反映市民对“五大诉求”的支持,也显示警民关系进一步恶化。警方行动被批评过当使用武力,限制市民自由。但亦有评论认为,部分示威者行为过激,应负部分责任。事后,有两人因此次事件入狱。

## 遊行經過

### 遊行隊伍起步
10月31晚上，參加者於維多利亞公園集合並於近晚上八時正出發，部份參加者攜戴或戴上面具。起步不久，有示威者走出行車線。防暴警察到場舉起藍旗，警告他們正非法集結，遊行人士上行人路後，警方未有即時作驅散，僅在路邊戒備。。

### 警察封鎖蘭桂坊
於當日晚上，警方突然封鎖整個蘭桂坊，禁止進入。數千名準備入內慶祝的市民大感掃興，包圍蘭桂坊鼓譟。警方指群眾是非法集會，用武力清場，與市民發生多次推撞及衡突，又在德輔道中發射多枚催淚彈，並拘捕多人。
有香港電台記者被警員用盾牌推撞及用電筒照射，向警員提出質疑，兩度被警員噴胡椒水，需要送院治理。港台表示憤怒及予以最嚴厲譴責。
民主黨立法會議員許智峯用揚聲器呼籲警員冷靜克制，不要挑釁市民，警員大罵「唔使做戲」，搶走許的揚聲器。
有商店批評，警方一直以來的行動，破壞了他們做生意的機會。

## 法庭提堂
- 1名38歲地盤工人於2019年10月31日在旺角砵蘭街與運動場道交界，無合法辯解而損壞屬於香港特別行政區政府一輛無標記的警察車輛。被控1項刑事毁壞罪名成立，2020年9月22日在東區裁判法院被判入獄7個月。[5]

- 一名19歲科大女生戴口罩遊行至中環蘭桂坊，被控參與非法集結及違反《禁蒙面法》，她被裁定參與非法集結罪成。2021年5月27日，東區裁判法院裁判官王證諭指被告呈上的13封求情信，包括被告親友、中學校長及老師，認為是十分難得。而被告亦曾經幫助一名患有嚴重抑鬱的朋友，並獲其家人致謝。而辯方大律師求情時指出報告雖建議被告入更生中心，不過拘禁期達6至8個月，加上被告品學兼優，毋須品格訓練，認為法庭判處即時的短期監禁，可以讓她如期升讀大學三年級。最後法官認為更生中心對被告幫助不大，考慮被告的年齡及學業下，判處即時監禁10個星期。[6]被告不服定罪向高等法院上訴，到2022年8月19日，高等法院法官陳慶偉頒下書面判詞，指出雖然原審裁判官王證瑜在非法集結案中引用「共同犯罪」原則，並非完全正確的法律陳述，但原審於引述該原則前，已裁定上訴人置身非法集結人群之中，因此不影響他已作出的定罪裁決，故駁回上訴，維持原判。[7]

- 1名28歲休班消防員於2019年10月31日，在旺角太子道西146-148號偉興大廈襲擊偵緝警員賴展源，及於同日同地管有適合作非法用途的工具，即一把萬用刀。被控襲警及在公眾地方管有攻擊性武器2罪，2022年6月23日在西九龍裁判法院受審。警長梁世昌作供指，當日與同事以便裝打扮，沿太子道西向旺角警署行，留意到穿黑衣、戴面巾及鴨舌帽的被告站在案發地點四處張望，他的頸上還掛著一副黑色潛水鏡。警長大叫「警察咪郁」，被告便跑走，並撞到同樣是便裝的警員賴展源。其後一群警察上前制服被告，賴對被告說「你頭先用手肘批我係襲警，唔好再郁」，最後將被告帶返警署。賴展源則作供稱，自己當時與被告站的位置算近，被告轉身跑了3至4步便撞到他的胸口，同意是電光火石之間的事。辯方律師便立即追問，既然是這麼短時間之內的事，被告絕對有可以聽不到便裝警員說「警察咪走」，而且手肘抬高可能只是跑步姿勢，並不能說被告蓄意撞向他。賴並不同意辯方此說法。[8]其後裁定襲警罪名不成立，「管有非法用途工具」則罪成，判囚 3 個月。他不服定罪提出上訴，案件在2023年3月22日在高等法院處理。律政司要求法庭考慮修改控罪為「管有攻擊性武器或適合作非法用途的工具」罪，並維持定罪或下令發環重審。惟法官張慧玲指現在才改控，對上訴人不公，認為若控方一早表明爭議傷人意圖，上訴人或會有其他抗辯方向。法官又認為，在2019年的社會事件中，示威者用刀傷人情況罕見，案中亦沒有足夠證據支持，上訴人管有萬用刀意圖傷人是唯一合理推論，最終裁定男子上訴得直，撤銷定罪及判刑，兼獲訟費，稍後將頒布書面判詞。[9]